# Мусигати

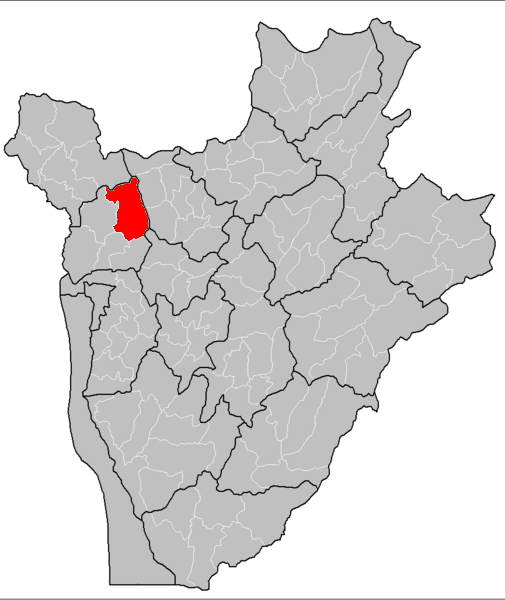

Мусигати (рунди и фр. Musigati) — коммуна в составе провинции Бубанза в Бурунди. Административный центр — одноименный город Мусигати.
Расположена на северо-западе страны в 40 км к северу от столицы г. Бужумбура.
Население в 2008 году составляло 82 207 человек. Плотность населения — 411 чел. / км².

## История
Ранее входила в состав Руанда-Урунди.

## Климат
Климат – умеренный. Среднегодовая температура в этом районе составляет 19°С. Самый теплый месяц — август, когда средняя температура 22°С, а самый холодный — апрель, когда +14 °С. Среднегодовое количество осадков составляет 1086 мм. Самый влажный месяц — декабрь, выпадает в среднем 154 мм осадков , а самый сухой — июль, выпадает 3 мм осадков. 